# Une cohabitation d'enfer
Pour plus de détails, voir Fiche technique et Distribution.
Une cohabitation d'enfer (The Astroduck) est un court métrage américain Looney Tunes de 1966 réalisé par Robert McKimson, mettant en scène Speedy Gonzales contre Daffy Duck.